# Репище (Чечерский район)
Репище (бел. Рэпішча) — посёлок в Ровковичском сельсовете Чечерском районе Гомельской области Беларуси.

## География

### Расположение
В 10 км на запад от Чечерска, 47 км от железнодорожной станции Буда-Кошелёвская (на линии Гомель — Жлобин), 75 км от Гомеля.

### Гидрография
На южной окраине небольшое водохранилище.

## Транспортная сеть
Транспортные связи по просёлочной, затем автомобильной дороге Чечерск — Буда-Кошелёво. Планировка состоит из короткой прямолинейной улицы, ориентированной с юго-востока на северо-запад и застроенной деревянными усадьбами.

## История
Основан в начале XX века переселенцами из соседних деревень. В 1926 году в Мотнявічском сельсовете Чечерского района Гомельского округа. В 1930 году организован колхоз. Во время Великой Отечественной войны 14 октября 1943 года оккупанты сожгли посёлок и убили 37 жителей. Согласно переписи 1959 года в составе колхоза «Юбилейный» (центр — деревня Мотневичи).

## Население

### Численность
- 2004 год — 19 хозяйств, 51 житель.

### Динамика
- 1926 год — 19 дворов, 85 жителей.
- 1940 год — 28 дворов, 144 жителя.
- 1959 год — 139 жителей (согласно переписи).
- 2004 год — 19 хозяйств, 51 житель.

## Достопримечательность
- Памятник сожжённым деревням[1][2]